# Серхіо Рамос
Се́рхіо Ра́мос Гарсі́я (ісп. Sergio Ramos García, МФА: [ˈseɾxjo ˈramoz ɡaɾˈθi.a]¤ нар. 30 березня 1986, Камас, Іспанія) — іспанський футболіст, центральний захисник мексиканського клубу «Монтеррей». Виступав за збірну Іспанії.
Колишній капітан «Реала». Один з найкращих бомбардирів Ла Ліги серед захисників. Всього за кар'єру забив 95 голів (709 матчів). Володар 4 кубків Ліги чемпіонів УЄФА сезону 2013/14, 2015/16, 2016/17, 2017/18 років.
На міжнародному рівні Рамос грав за національну збірну Іспанії на трьох чемпіонатах світу та двох чемпіонатах Європи, чемпіон світу 2010 та дворазовий чемпіон Європи 2008 і 2012.

## Клубна кар'єра

### «Севілья»
У віці 15 років Серхіо прибув на перегляд до «Севільї», де добре показав себе. Незабаром почав виступати за юнацькі команди цього клубу.
У сезоні 2002/2003 Рамос брав участь у матчі за резервну команду клубу в другому дивізіоні чемпіонату Іспанії. А в наступному сезоні став гравцем основного складу дубля, провів 25 матчів і забив один м'яч.
У лютому 2004 року у неповні 18 років дебютував у складі головної команди севільського клубу в матчі Прімери. У цьому ж році він став чемпіоном Європи серед юнацьких команд віком до 19 років. Наприкінці наступного сезону отримав звання відкриття чемпіонату Іспанії. Провівши у складі команди трохи більше одного повного сезону, зарекомендував себе одним з найперспективніших іспанських футбольних захисників і привернув увагу керівництва мадридського «Реала». Улітку, на початку сезону 2005/2006 столичний клуб викупив права на гравця за 27 мільйонів євро — рекорд для іспанського підлітка.

### «Реал Мадрид»
У «Реалі» Рамос отримав номер 4.
|  | Перехід у найкращий клуб у світі в такому віці, коли тебе практично ніхто не знає у футбольному світі, був неймовірним тиском: пам'ятаю, як я вперше вийшов на «Бернабеу» з величезним бажанням завоювати світ. Не варто також забувати, скільки зусиль треба докладати і чим доводиться жертвувати, щоб бути професійним гравцем і виступати за «Реал Мадрид». |

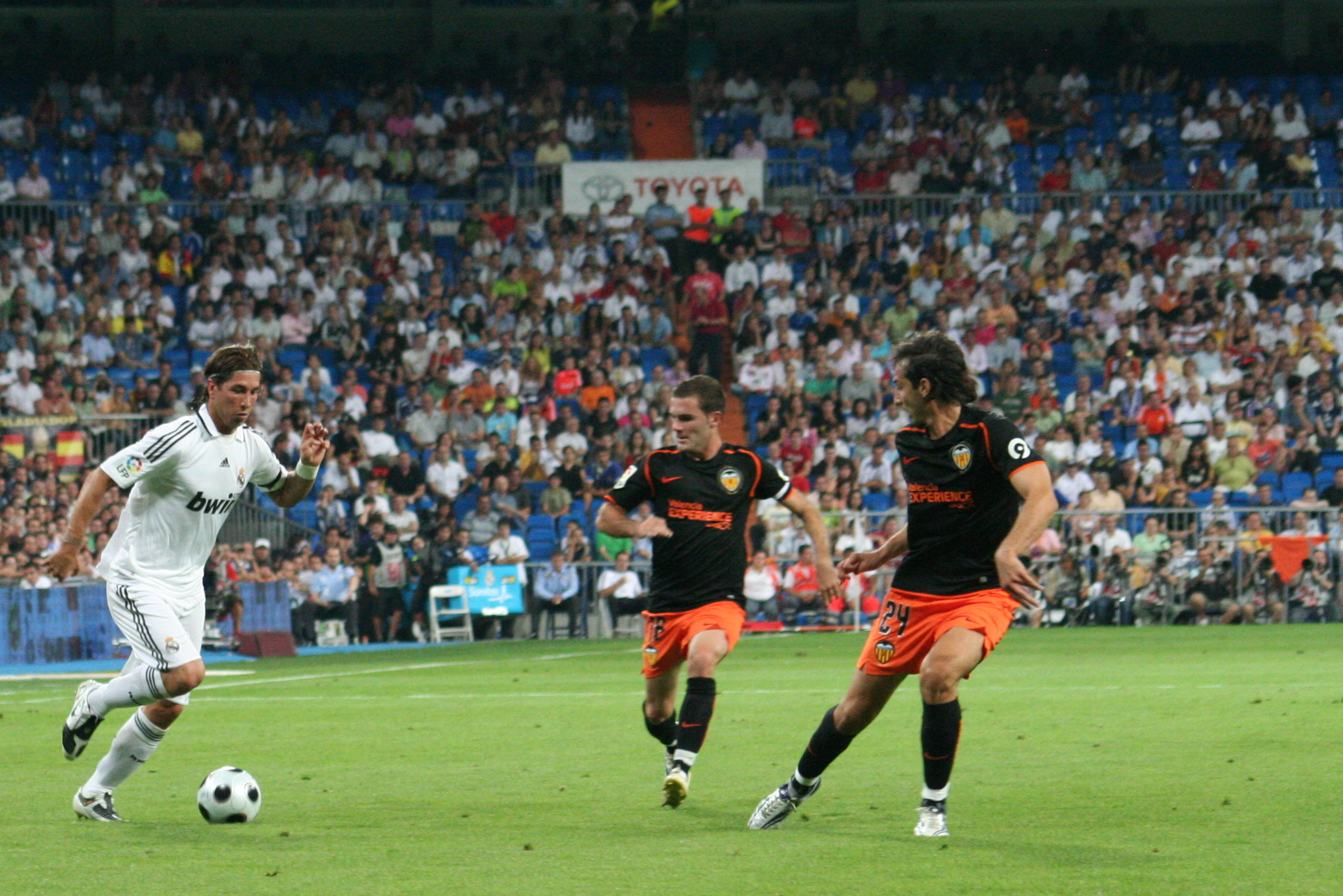
Серхіо Рамос. Реал 4:2 Валенсія

Молодий гравець відразу зайняв позицію центрального захисника в основному складі команди. За два роки, з появою нових гравців на позиції у центрі захисту, переведений на позицію правого оборонця.
6 грудня 2005 забив свій перший гол за «Реал» у матчі групової стадії Ліги чемпіонів проти «Олімпіакоса». У 2007 та 2008 роках допоміг «Реалові» здобути перемоги в національному чемпіонаті. 2008 року входив до розширеного списку претендентів на отримання Золотого м'яча найкращого футболіста Європи. Того ж року увійшов до символічних збірних найкращих футболістів Європи та світу відповідно за версіями УЄФА та ФІФА. У перших чотирьох сезонах за «Реал» забив понад 20 голів.
На початку сезону 2009/2010 Рамос став одним із чотирьох капітанів «вершкових».
20 квітня 2011 Рамос після фіналу Копа дель Рей, матч завершився перемогою 1:0 над «Барселоною», під час святкування на даху клубного автобуса не втримав Кубок, який впав під колеса транспортного засобу у результаті чого трофей був пошкоджений. 12 липня 2011 Рамос продовжив контракт з «Реалом» до 2017 року.
14 грудня 2013 року побив клубний рекорд, отримавши 18-ту червону картку в матчі з «Осасуною» (2:2), але комітет Ла Ліги, порадившись, прийшов до висновку, що «гравець Дон Серхіо Рамос Гарсія не зачіпав свого супротивника, як це було написано в протоколі судді за результатами матчу». Його 19-та картка була в домашній грі 23 березня 2014 проти «Барселони», яку «Реал» програв з рахунком 3:4.
29 квітня 2014 Рамос забив двічі зі стандартів у матчі проти мюнхенської «Баварії» (4:0) у півфіналі Ліги чемпіонів. Із загальним рахунком двох матчів 5:0 команда з Мадрида вийшла до фіналу, вперше за 12 років. 24 травня у фіналі проти Атлетико (Мадрид), Рамос на останній додатковій хвилині другого тайму зрівняв рахунок (1:1), врятувавши свою команду від поразки, а в додатковий час «Реал» здобув перемогу з рахунком 4:1, завоювавши свій десятий трофей. Уболівальники обрали його гравцем матчу.
12 серпня 2014 року, граючи всі 90 хвилин у матчі проти Севільї (2:0), Рамос виграв перший трофей сезону, Суперкубок УЄФА. У матчах за Суперкубок Іспанії проти «Атлетико» (Мадрид) за сумою двох матчів «Реал» поступився 1:2. Він забивав у півфіналі та фіналі Клубного чемпіонату світу 2014 у Марокко, де «Реал» виграв турнір, а Серхіо визнали найкращим гравцем турніру.
17 серпня 2015, після декількох місяців спекуляцій щодо переходу в «Манчестер Юнайтед», Рамос погодився на новий п'ятирічний контракт з «Реалом» до 2020 року, за яким буде отримувати в «Реалі» 10 млн євро на рік. Після того, як Ікер Касільяс покинув клуб, Серхіо став новим капітаном «вершкових».
6 березня 2018 року в матчі-відповіді 1/8 фіналу Ліги чемпіонів проти «ПСЖ» (2:1) захисник отримав жовту картку, яка стала для нього 37-ю, що є рекордом турніру. За іншими даними це сталося 19 вересня 2018 року у матчі групового етапу Ліги чемпіонів проти «Роми» (3:0).
16 червня 2021 року мадридський «Реал» оголосив про те, що Серхіо Рамос покидає клуб у статусі вільного агента.

### «Парі Сен-Жермен»
В липні 2021 року, футбольний клуб «Парі Сен-Жермен» оголосив про підписання Серхіо Рамоса в статусі вільного агента. Контракт розрахований до 30 червня 2023 року. Однак через травми Рамос зміг дебютувати за парижан лише 28 листопада.

### «Севілья»
28 січня 2024 року в матчі проти «Осасуни» провів свій 521-й матч в Ла-Лізі і вийшов на 8-е місце в списку гвардійців чемпіонату Іспанії, обійшовши за цим показницком Ліонеля Мессі (520).

### «Монтеррей»
6 лютого 2025 року Серхіо став гравцем мексиканського клубу «Монтеррей».

## Виступи у збірних
2002 року відіграв один матч у складі юнацької збірної Іспанії U-17, а у 2004 провів 6 матчів за збірну 19-річних, яка стала тріумфатором чемпіонату Європи U-19. У тому ж 2004 викликався й до молодіжної збірної U-21.
26 березня 2005 року, за чотири дні до власного 19-річчя, дебютував у складі національної збірної країни в товариській зустрічі проти збірної Китаю. 12 жовтня того ж року відкрив відлік забитим голам у формі національної збірної, відзначившись відразу ж дублем у ворота збірної Сан-Марино.
Добре зарекомендувавши себе у відбіркових матчах до чемпіонату світу 2006 року був включений до складу збірної Іспанії для участі у фінальному турнірі чемпіонату, як основний правий захисник. Відіграв у 3 з 4 матчів іспанців на турнірі.
Виступи на чемпіонаті світу 2006 остаточно закріпили за Рамосом місце основного правого захисника головної іспанської команди. У відбірковому турнірі до Євро-2008 Рамос брав участь у 11 з 12 матчів і забив два голи. Він брав участь у чемпіонаті Європи 2008, за результатами якого виборов разом із командою титул континентального чемпіона.
Був включений до складу збірної Іспанії для участі в світовій першості 2010 року, за результатами якої іспанці уперше в історії стали чемпіонами світу. Під час фінального турніру в Південно-Африканській Республіці був основним правим захисником команди, провівши на полі усі сім матчів іспанців на турнірі. Разом з партнерами по захисту збірної Іспанії дозволив суперникам команди забити в її ворота лише 2 голи за 7 ігор.
Серхіо Рамос став найкращим гравцем Євро-2012, а його збірна чемпіонами турніру. Рамос провів на турнірі всі шість матчів і зіграв величезну роль у тому, що в п'яти з них команда Вісенте дель Боске не пропустила жодного м'яча. У фінальному матчі з Італією Рамос на перших семи хвилин двічі бив по воротах — зі штрафного і головою. У час, що залишився він ще двічі перевірив Джанлуїджі Буффона. Крім того, він блокував удар Андреа Бардзальї та зробив 15 відборів.
2013 року взяв участь у своєму 100-му матчі за «червону фурію», ставши наймолодшим гравцем, якому підкорився цей рубіж.
Провів на полі усі три гри збірної Іспанії на чемпіонаті світу 2014 року, на якому діючі на той час чемпіони світу не змогли навіть подолати груповий етап, а також усі чотири гри на чемпіонаті Європи 2016 року, де іспанці не змогли захистити й континентальний титул, вибувши з боротьби на стадії 1/8 фіналу.
У березні 2018 року провів свій 150-й офіційний матч за збірну Іспанії, за кількістю проведених у її складі ігор займає друге місце в історії, поступаючись лише своєму багаторічному партнеру по клубу і збірній Ікеру Касільясу.
У травні 2018 року був включений до заявки національної команди для участі у своїй четвертій світовій першості — тогорічному чемпіонаті світу в Росії.
У лютому 2023 року офіційно оголосив про завершення кар'єри в національній збірній.

## Стиль гри
Серхіо Рамос є універсальним гравцем оборони. Він володіє відмінним відбором, здатний грамотно обіграти суперника, не зваливши, креативно віддати точний пас на лінію нападу, має хорошу швидкість, володіє вмінням грати головою. Його основна позиція — центр оборони.
|                                                    | В одних захисників видатна техніка. Інші, як Каннаваро, класні індивіди. Треті, як Барезі, керують обороною і виділяються авторитетом. Але якщо оцінювати захисника по всіх цих якостях разом, то найбільш різнобічним вийде Серхіо Рамос. У нього є все: техніка, сила, характер і лідерські якості. |
| — Колишній головний тренер "Реала" Карло Анчелотті | |

Рамос утримує сумнівний клубний рекорд за кількістю червоних карток. У всіх турнірах їх назбиралося 25. Тільки під час «класико» його видаляли п'ять разів. Останній на сьогодні — у квітні 2017 року на «Сантьяго Бернабеу», коли «Реал» програв «Барселоні» 2:3.
|  | Усі люблять дивитися, як гравці забивають голи, а от мені не менше подобається оборонятися. Для мене заблокувати нападника чи забрати м'яч — це те саме, що забити гол. |

### Брудні прийоми
Іноді використовує брудні прийоми для досягнення своєї мети. Зокрема, у матчі півфіналу Ліги чемпіонів просив Кріштіану Роналду симулювати удар ліктем у своє обличчя з боку капітана «матрацників» Габі, який уже мав «гірчичника».

## Статистика виступів

### Статистика клубних виступів
| Сезон                   | Команда                 | Чемпіонат               | Чемпіонат | Чемпіонат | Національний кубок | Національний кубок | Національний кубок | Континентальні кубки | Континентальні кубки | Континентальні кубки | Інші змагання | Інші змагання | Інші змагання | Усього | Усього |
| Сезон                   | Команда                 | Ліга                    | Ігор      | Голів     | Ліга               | Ігор               | Голів              | Ліга                 | Ігор                 | Голів                | Ліга          | Ігор          | Голів         | Ігор   | Голів  |
| ----------------------- | ----------------------- | ----------------------- | --------- | --------- | ------------------ | ------------------ | ------------------ | -------------------- | -------------------- | -------------------- | ------------- | ------------- | ------------- | ------ | ------ |
| 2003–04                 | «Севілья»               | ПД                      | 7         | 0         | КІ                 | 0                  | 0                  | КУЄФА                | 0                    | 0                    | -             | -             | -             | 7      | 0      |
| 2004–05                 | «Севілья»               | ПД                      | 31        | 2         | КІ                 | 5                  | 0                  | КУЄФА                | 6                    | 1                    | -             | -             | -             | 42     | 3      |
| серп. 2005              | «Севілья»               | ПД                      | 1         | 0         | КІ                 | 0                  | 0                  | КУЄФА                | 0                    | 0                    | -             | -             | -             | 1      | 0      |
| Усього за «Севілью»     | Усього за «Севілью»     | Усього за «Севілью»     | 39        | 2         |                    | 5                  | 0                  |                      | 6                    | 1                    |               | -             | -             | 50     | 3      |
| серп. 2005–06           | «Реал Мадрид»           | ПД                      | 33        | 4         | КІ                 | 6                  | 1                  | ЛЧ                   | 7                    | 1                    | -             | -             | -             | 46     | 6      |
| 2006–07                 | «Реал Мадрид»           | ПД                      | 33        | 5         | КІ                 | 3                  | 0                  | ЛЧ                   | 6                    | 1                    | -             | -             | -             | 42     | 6      |
| 2007–08                 | «Реал Мадрид»           | ПД                      | 33        | 5         | КІ                 | 3                  | 0                  | ЛЧ                   | 7                    | 0                    | СІ            | 2             | 1             | 45     | 6      |
| 2008–09                 | «Реал Мадрид»           | ПД                      | 32        | 4         | КІ                 | 0                  | 0                  | ЛЧ                   | 8                    | 1                    | СІ            | 2             | 1             | 42     | 6      |
| 2009–10                 | «Реал Мадрид»           | ПД                      | 33        | 4         | КІ                 | 0                  | 0                  | ЛЧ                   | 7                    | 0                    | -             | -             | -             | 40     | 4      |
| 2010–11                 | «Реал Мадрид»           | ПД                      | 31        | 3         | КІ                 | 7                  | 1                  | ЛЧ                   | 8                    | 0                    | -             | -             | -             | 46     | 4      |
| 2011–12                 | «Реал Мадрид»           | ПД                      | 34        | 3         | КІ                 | 4                  | 0                  | ЛЧ                   | 11                   | 1                    | СІ            | 2             | 0             | 51     | 4      |
| 2012–13                 | «Реал Мадрид»           | ПД                      | 26        | 4         | КІ                 | 3                  | 0                  | ЛЧ                   | 9                    | 1                    | СІ            | 2             | 0             | 40     | 5      |
| 2013–14                 | «Реал Мадрид»           | ПД                      | 32        | 4         | КІ                 | 8                  | 0                  | ЛЧ                   | 11                   | 3                    | -             | -             | -             | 51     | 7      |
| 2014–15                 | «Реал Мадрид»           | ПД                      | 27        | 4         | КІ                 | 2                  | 1                  | ЛЧ                   | 8                    | 0                    | СУ+СІ+КЧС     | 1+2+2         | 0+0+2         | 42     | 7      |
| 2015–16                 | «Реал Мадрид»           | ПД                      | 23        | 2         | КІ                 | 0                  | 0                  | ЛЧ                   | 10                   | 1                    | -             | -             | -             | 33     | 3      |
| 2016–17                 | «Реал Мадрид»           | ПД                      | 28        | 7         | КІ                 | 3                  | 1                  | ЛЧ                   | 11                   | 1                    | СУ+КЧС        | 1+1           | 1+0           | 44     | 10     |
| 2017–18                 | «Реал Мадрид»           | ПД                      | 26        | 4         | КІ                 | 1                  | 0                  | ЛЧ                   | 10                   | 1                    | СУ+СІ+КЧС     | 1+2+1         | 0+0+0         | 41     | 5      |
| Усього за «Реал Мадрид» | Усього за «Реал Мадрид» | Усього за «Реал Мадрид» | 391       | 53        |                    | 40                 | 4                  |                      | 113                  | 11                   |               | 19            | 5             | 563    | 73     |
| Усього за кар'єру       | Усього за кар'єру       | Усього за кар'єру       | 461       | 57        |                    | 45                 | 4                  |                      | 119                  | 12                   |               | 19            | 5             | 644    | 78     |

### Матчі за збірну
| Дата       | Місто                  | Господарі            | Результат               | Гості                | Турнір                | Голи | Примітки                        |
| ---------- | ---------------------- | -------------------- | ----------------------- | -------------------- | --------------------- | ---- | ------------------------------- |
| 26-3-2005  | Саламанка              | Іспанія              | 3 – 0                   | КНР                  | товариський матч      | -    | 46'                             |
| 30-3-2005  | Белград                | Сербія та Чорногорія | 0 – 0                   | Іспанія              | Відбір до ЧС 2006     | -    | 54'                             |
| 4-6-2005   | Валенсія               | Іспанія              | 1 – 0                   | Литва                | Відбір до ЧС 2006     | -    | 74'                             |
| 17-8-2005  | Хіхон                  | Іспанія              | 2 – 0                   | Уругвай              | товариський матч      | -    | 60'                             |
| 3-9-2005   | Сантандер              | Іспанія              | 2 – 1                   | Канада               | товариський матч      | -    |                                 |
| 12-10-2005 | Серравалле             | Сан-Марино           | 0 – 6                   | Іспанія              | Відбір до ЧС 2006     | 2    |                                 |
| 16-11-2005 | Братислава             | Словаччина           | 1 – 1                   | Іспанія              | Відбір до ЧС 2006     | -    | 74'                             |
| 1-3-2006   | Вальядолід             | Іспанія              | 3 – 2                   | Кот-д'Івуар          | товариський матч      | -    | 65'                             |
| 27-5-2006  | Альбасете              | Іспанія              | 0 – 0                   | Росія                | товариський матч      | -    |                                 |
| 3-6-2006   | Ельче                  | Іспанія              | 2 – 0                   | Єгипет               | товариський матч      | -    |                                 |
| 7-6-2006   | Женева                 | Іспанія              | 2 – 1                   | Хорватія             | товариський матч      | -    | 46'                             |
| 14-6-2006  | Лейпциг                | Іспанія              | 4 – 0                   | Україна              | ЧС 2006 - 1-й етап    | -    |                                 |
| 19-6-2006  | Штутгарт               | Іспанія              | 3 – 1                   | Туніс                | ЧС 2006 - 1-й етап    | -    |                                 |
| 27-6-2006  | Ганновер               | Іспанія              | 1 – 3                   | Франція              | ЧС 2006 - 1/8 фіналу  | -    |                                 |
| 15-8-2006  | Рейк'явік              | Ісландія             | 0 – 0                   | Іспанія              | товариський матч      | -    |                                 |
| 2-9-2006   | Бадахос                | Іспанія              | 4 – 0                   | Ліхтенштейн          | Відбір до ЧЄ 2008     | -    | 51'                             |
| 6-9-2006   | Белфаст                | Північна Ірландія    | 3 – 2                   | Іспанія              | Відбір до ЧЄ 2008     | -    | 46'                             |
| 7-10-2006  | Стокгольм              | Швеція               | 2 – 0                   | Іспанія              | Відбір до ЧЄ 2008     | -    | 89'                             |
| 11-10-2006 | Мурсія                 | Іспанія              | 2 – 1                   | Аргентина            | товариський матч      | -    | 20'                             |
| 15-11-2006 | Кадіс                  | Іспанія              | 0 – 1                   | Румунія              | товариський матч      | -    | 74'                             |
| 7-2-2007   | Манчестер              | Англія               | 0 – 1                   | Іспанія              | товариський матч      | -    | 48'                             |
| 28-3-2007  | Пальма (місто)         | Іспанія              | 1 – 0                   | Ісландія             | Відбір до ЧЄ 2008     | -    |                                 |
| 2-6-2007   | Рига                   | Латвія               | 0 – 2                   | Іспанія              | Відбір до ЧЄ 2008     | -    |                                 |
| 6-6-2007   | Вадуц                  | Ліхтенштейн          | 0 – 2                   | Іспанія              | Відбір до ЧЄ 2008     | -    |                                 |
| 8-9-2007   | Рейк'явік              | Ісландія             | 1 – 1                   | Іспанія              | Відбір до ЧЄ 2008     | -    |                                 |
| 12-9-2007  | Ов'єдо                 | Іспанія              | 2 – 0                   | Латвія               | Відбір до ЧЄ 2008     | -    |                                 |
| 13-10-2007 | Орхус                  | Данія                | 1 – 3                   | Іспанія              | Відбір до ЧЄ 2008     | 1    |                                 |
| 17-10-2007 | Гельсінкі              | Фінляндія            | 0 – 0                   | Іспанія              | товариський матч      | -    |                                 |
| 17-11-2007 | Мадрид                 | Іспанія              | 3 – 0                   | Швеція               | Відбір до ЧЄ 2008     | 1    |                                 |
| 21-11-2007 | Лас-Пальмас            | Іспанія              | 1 – 0                   | Північна Ірландія    | Відбір до ЧЄ 2008     | -    |                                 |
| 6-2-2008   | Малага                 | Іспанія              | 1 – 0                   | Франція              | товариський матч      | -    | 46'                             |
| 26-3-2008  | Ельче                  | Іспанія              | 1 – 0                   | Італія               | товариський матч      | -    | 75'                             |
| 31-5-2008  | Уельва                 | Іспанія              | 2 – 1                   | Перу                 | товариський матч      | -    |                                 |
| 4-6-2008   | Сантандер              | Іспанія              | 1 – 0                   | США                  | товариський матч      | -    |                                 |
| 10-6-2008  | Інсбрук                | Іспанія              | 4 – 1                   | Росія                | ЧЄ 2008 - 1-й етап    | -    |                                 |
| 14-6-2008  | Інсбрук                | Швеція               | 1 – 2                   | Іспанія              | ЧЄ 2008 - 1-й етап    | -    |                                 |
| 22-6-2008  | Відень                 | Іспанія              | 0 – 0 д.ч. (4 – 2 п.п.) | Італія               | ЧЄ 2008 - чвертьфінал | -    |                                 |
| 26-6-2008  | Відень                 | Росія                | 0 – 3                   | Іспанія              | ЧЄ 2008 - півфінал    | -    |                                 |
| 29-6-2008  | Відень                 | Німеччина            | 0 – 1                   | Іспанія              | ЧЄ 2008 - Фінал       | -    | 2-й титул чемпіонів Європи      |
| 20-8-2008  | Копенгаген             | Данія                | 0 – 3                   | Іспанія              | товариський матч      | -    | 24' — 74'                       |
| 6-9-2008   | Мурсія                 | Іспанія              | 1 – 0                   | Боснія і Герцеговина | Відбір до ЧС 2010     | -    |                                 |
| 10-9-2008  | Альбасете              | Іспанія              | 4 – 0                   | Вірменія             | Відбір до ЧС 2010     | -    |                                 |
| 11-10-2008 | Таллінн                | Естонія              | 0 – 3                   | Іспанія              | Відбір до ЧС 2010     | -    | 54'                             |
| 15-10-2008 | Брюссель               | Бельгія              | 1 – 2                   | Іспанія              | Відбір до ЧС 2010     | -    |                                 |
| 19-11-2008 | Віла-Реал (Іспанія)    | Іспанія              | 3 – 0                   | Чилі                 | товариський матч      | -    | 60'                             |
| 11-2-2009  | Севілья                | Іспанія              | 2 – 0                   | Англія               | товариський матч      | -    |                                 |
| 28-3-2009  | Мадрид                 | Іспанія              | 1 – 0                   | Туреччина            | Відбір до ЧС 2010     | -    |                                 |
| 1-4-2009   | Стамбул                | Туреччина            | 1 – 2                   | Іспанія              | Відбір до ЧС 2010     | -    | 63'                             |
| 9-6-2009   | Баку                   | Азербайджан          | 0 – 6                   | Іспанія              | товариський матч      | -    | 46'                             |
| 14-6-2009  | Рустенбург             | Нова Зеландія        | 0 – 5                   | Іспанія              | Кубок Конфедерацій    | -    | 54'                             |
| 17-6-2009  | Блумфонтейн            | Іспанія              | 1 – 0                   | Ірак                 | Кубок Конфедерацій    | -    |                                 |
| 24-6-2009  | Блумфонтейн            | Іспанія              | 0 – 2                   | США                  | Кубок Конфедерацій    | -    |                                 |
| 10-10-2009 | Єреван                 | Вірменія             | 1 – 2                   | Іспанія              | Відбір до ЧС 2010     | -    |                                 |
| 14-10-2009 | Зениця                 | Боснія і Герцеговина | 2 – 5                   | Іспанія              | Відбір до ЧС 2010     | -    | 77'                             |
| 14-11-2009 | Мадрид                 | Іспанія              | 2 – 1                   | Аргентина            | товариський матч      | -    |                                 |
| 18-11-2009 | Відень                 | Австрія              | 1 – 5                   | Іспанія              | товариський матч      | -    |                                 |
| 3-3-2010   | Сен-Дені               | Франція              | 0 – 2                   | Іспанія              | товариський матч      | 1    | 54'                             |
| 29-5-2010  | Інсбрук                | Іспанія              | 3 – 2                   | Саудівська Аравія    | товариський матч      | -    | 60'                             |
| 3-6-2010   | Інсбрук                | Іспанія              | 1 – 0                   | Південна Корея       | товариський матч      | -    | кап.                            |
| 8-6-2010   | Мурсія                 | Іспанія              | 6 – 0                   | Польща               | товариський матч      | -    | 55'                             |
| 16-6-2010  | Дурбан                 | Іспанія              | 0 – 1                   | Швейцарія            | ЧС 2010 - 1-й етап    | -    |                                 |
| 21-6-2010  | Йоганнесбург           | Іспанія              | 2 – 0                   | Гондурас             | ЧС 2010 - 1-й етап    | -    | 77'                             |
| 25-6-2010  | Преторія               | Чилі                 | 1 – 2                   | Іспанія              | ЧС 2010 - 1-й етап    | -    |                                 |
| 29-6-2010  | Кейптаун               | Іспанія              | 1 – 0                   | Португалія           | ЧС 2010 - 1/8 фіналу  | -    |                                 |
| 3-7-2010   | Йоганнесбург           | Парагвай             | 0 – 1                   | Іспанія              | ЧС 2010 - чвертьфінал | -    |                                 |
| 7-7-2010   | Дурбан                 | Німеччина            | 0 – 1                   | Іспанія              | ЧС 2010 - півфінал    | -    |                                 |
| 11-7-2010  | Йоганнесбург           | Нідерланди           | 0 – 1 д.ч.              | Іспанія              | ЧС 2010 - Фінал       | -    | 23' — 1-й титул чемпіонів світу |
| 11-8-2010  | Мехіко                 | Мексика              | 1 – 1                   | Іспанія              | товариський матч      | -    | 46'                             |
| 3-9-2010   | Вадуц                  | Ліхтенштейн          | 0 – 4                   | Іспанія              | Відбір до ЧЄ 2012     | -    |                                 |
| 8-10-2010  | Саламанка              | Іспанія              | 3 – 1                   | Литва                | Відбір до ЧЄ 2012     | -    | 82'                             |
| 12-10-2010 | Глазго                 | Шотландія            | 2 – 3                   | Іспанія              | Відбір до ЧЄ 2012     | -    |                                 |
| 17-11-2010 | Лісабон                | Португалія           | 4 – 0                   | Іспанія              | товариський матч      | -    |                                 |
| 9-2-2011   | Мадрид                 | Іспанія              | 1 – 0                   | Колумбія             | товариський матч      | -    |                                 |
| 25-3-2011  | Гранада                | Іспанія              | 2 – 1                   | Чехія                | Відбір до ЧЄ 2012     | -    |                                 |
| 29-3-2011  | Каунас                 | Литва                | 1 – 3                   | Іспанія              | Відбір до ЧЄ 2012     | -    | 90'                             |
| 4-6-2011   | Фоксборо (Массачусетс) | США                  | 0 – 4                   | Іспанія              | товариський матч      | -    | 64'                             |
| 2-9-2011   | Санкт-Галлен           | Іспанія              | 3 – 2                   | Чилі                 | товариський матч      | -    |                                 |
| 6-9-2011   | Логроньйо              | Іспанія              | 6 – 0                   | Ліхтенштейн          | Відбір до ЧЄ 2012     | 1    | 55'                             |
| 7-10-2011  | Прага                  | Чехія                | 0 – 2                   | Іспанія              | Відбір до ЧЄ 2012     | -    | 46'                             |
| 11-10-2011 | Аліканте               | Іспанія              | 3 – 1                   | Шотландія            | Відбір до ЧЄ 2012     | -    | 37'                             |
| 12-11-2011 | Лондон                 | Англія               | 1 – 0                   | Іспанія              | товариський матч      | -    | 60' — 75'                       |
| 15-11-2011 | Сан-Хосе (Коста-Рика)  | Коста-Рика           | 2 – 2                   | Іспанія              | товариський матч      | -    |                                 |
| 29-2-2012  | Малага                 | Іспанія              | 5 – 0                   | Венесуела            | товариський матч      | -    | 60'                             |
| 26-5-2012  | Санкт-Галлен           | Іспанія              | 2 – 0                   | Сербія               | товариський матч      | -    | 46'                             |
| 30-5-2012  | Берн                   | Іспанія              | 4 – 1                   | Південна Корея       | товариський матч      | -    | 57'                             |
| 3-6-2012   | Севілья                | Іспанія              | 1 – 0                   | КНР                  | товариський матч      | -    | 56'                             |
| 10-6-2012  | Гданськ                | Іспанія              | 1 – 1                   | Італія               | ЧЄ 2012 - 1-й етап    | -    |                                 |
| 14-6-2012  | Гданськ                | Іспанія              | 4 – 0                   | Ірландія             | ЧЄ 2012 - 1-й етап    | -    |                                 |
| 18-6-2012  | Гданськ                | Хорватія             | 0 – 1                   | Іспанія              | ЧЄ 2012 - 1-й етап    | -    |                                 |
| 23-6-2012  | Донецьк                | Іспанія              | 2 – 0                   | Франція              | ЧЄ 2012 - чвертьфінал | -    | 31'                             |
| 27-6-2012  | Донецьк                | Іспанія              | 0 – 0 д.ч. (4 – 2 п.п.) | Португалія           | ЧЄ 2012 - півфінал    | -    | 40'                             |
| 1-7-2012   | Київ                   | Іспанія              | 4 – 0                   | Італія               | ЧЄ 2012 - Фінал       | -    | 3-й титул чемпіонів Європи      |
| 15-8-2012  | Баямон (Пуерто-Рико)   | Пуерто-Рико          | 1 – 2                   | Іспанія              | товариський матч      | -    | 46'                             |
| 7-9-2012   | Понтеведра             | Іспанія              | 5 – 0                   | Саудівська Аравія    | товариський матч      | -    | 46'                             |
| 11-9-2012  | Тбілісі                | Грузія               | 0 – 1                   | Іспанія              | Відбір до ЧС 2014     | -    |                                 |
| 12-10-2012 | Мінськ                 | Білорусь             | 0 – 4                   | Іспанія              | Відбір до ЧС 2014     | -    | 69'                             |
| 16-10-2012 | Мадрид                 | Іспанія              | 1 – 1                   | Франція              | Відбір до ЧС 2014     | 1    |                                 |
| 14-11-2012 | Панама                 | Панама               | 1 – 5                   | Іспанія              | товариський матч      | 1    | 58'                             |
| 6-2-2013   | Доха                   | Іспанія              | 3 – 1                   | Уругвай              | товариський матч      | -    | 56'                             |
| 22-3-2013  | Хіхон                  | Іспанія              | 1 – 1                   | Фінляндія            | Відбір до ЧС 2014     | 1    | кап.                            |
| 26-3-2013  | Сен-Дені               | Франція              | 0 – 1                   | Іспанія              | Відбір до ЧС 2014     | -    |                                 |
| 8-6-2013   | Маямі-Ґарденс          | Іспанія              | 2 – 1                   | Гаїті                | товариський матч      | -    | 39' — 46'                       |
| 11-6-2013  | Нью-Йорк               | Іспанія              | 2 – 0                   | Ірландія             | товариський матч      | -    |                                 |
| 16-6-2013  | Ресіфі                 | Іспанія              | 2 – 1                   | Уругвай              | Кубок Конфедерацій    | -    |                                 |
| 20-6-2013  | Ріо-де-Жанейро         | Іспанія              | 10 – 0                  | Таїті                | Кубок Конфедерацій    | -    | кап. - 46'                      |
| 23-6-2013  | Форталеза              | Нігерія              | 0 – 3                   | Іспанія              | Кубок Конфедерацій    | -    |                                 |
| 27-6-2013  | Форталеза              | Іспанія              | 0 – 0 д.ч. (7 – 6 п.п.) | Італія               | Кубок Конфедерацій    | -    |                                 |
| 30-6-2013  | Ріо-де-Жанейро         | Бразилія             | 3 – 0                   | Іспанія              | Кубок Конфедерацій    | -    | 28'                             |
| 14-8-2013  | Гуаякіль               | Еквадор              | 0 – 2                   | Іспанія              | товариський матч      | -    | 67'                             |
| 6-9-2013   | Гельсінкі              | Фінляндія            | 0 – 2                   | Іспанія              | Відбір до ЧС 2014     | -    |                                 |
| 10-9-2013  | Женева                 | Іспанія              | 2 – 2                   | Чилі                 | товариський матч      | -    | 59'                             |
| 11-10-2013 | Пальма (місто)         | Іспанія              | 2 – 1                   | Білорусь             | Відбір до ЧС 2014     | -    |                                 |
| 15-10-2013 | Альбасете              | Іспанія              | 2 – 0                   | Грузія               | Відбір до ЧС 2014     | -    |                                 |
| 16-11-2013 | Малабо                 | Екваторіальна Гвінея | 1 – 2                   | Іспанія              | товариський матч      | -    | 80'                             |
| 19-11-2013 | Йоганнесбург           | ПАР                  | 1 – 0                   | Іспанія              | товариський матч      | -    |                                 |
| 5-3-2014   | Мадрид                 | Іспанія              | 1 – 0                   | Італія               | товариський матч      | -    | 66'                             |
| 7-6-2014   | Лендовер               | Сальвадор            | 0 – 2                   | Іспанія              | товариський матч      | -    |                                 |
| 13-6-2014  | Салвадор (Бразилія)    | Іспанія              | 1 – 5                   | Нідерланди           | ЧС 2014 - 1-й етап    | -    |                                 |
| 18-6-2014  | Ріо-де-Жанейро         | Іспанія              | 0 – 2                   | Чилі                 | ЧС 2014 - 1-й етап    | -    |                                 |
| 23-6-2014  | Куритиба               | Австралія            | 0 – 3                   | Іспанія              | ЧС 2014 - 1-й етап    | -    | кап. - 62'                      |
| 4-9-2014   | Сен-Дені               | Франція              | 1 – 0                   | Іспанія              | товариський матч      | -    | кап.                            |
| 8-9-2014   | Валенсія               | Іспанія              | 5 – 1                   | Північна Македонія   | Відбір до ЧЄ 2016     | 1    | 68'                             |
| 15-11-2014 | Уельва                 | Іспанія              | 3 – 0                   | Білорусь             | Відбір до ЧЄ 2016     | -    |                                 |
| 18-11-2014 | Віго                   | Іспанія              | 0 – 1                   | Німеччина            | товариський матч      | -    | 46'                             |
| 27-3-2015  | Севілья                | Іспанія              | 1 – 0                   | Україна              | Відбір до ЧЄ 2016     | -    | 50'                             |
| 31-3-2015  | Амстердам              | Нідерланди           | 2 – 0                   | Іспанія              | товариський матч      | -    | 68'                             |
| 11-6-2015  | Леон                   | Іспанія              | 2 – 1                   | Коста-Рика           | товариський матч      | -    | кап. - 58'                      |
| 14-6-2015  | Борисов (місто)        | Білорусь             | 0 – 1                   | Іспанія              | Відбір до ЧЄ 2016     | -    |                                 |
| 5-9-2015   | Ов'єдо                 | Іспанія              | 2 – 0                   | Словаччина           | Відбір до ЧЄ 2016     | -    |                                 |
| 8-9-2015   | Скоп'є                 | Північна Македонія   | 0 – 1                   | Іспанія              | Відбір до ЧЄ 2016     | -    | кап.                            |
| 24-3-2016  | Удіне                  | Італія               | 1 – 1                   | Іспанія              | товариський матч      | -    | кап. - 46'                      |
| 7-6-2016   | Хетафе                 | Іспанія              | 0 – 1                   | Грузія               | товариський матч      | -    | кап. - 46'                      |
| 13-6-2016  | Тулуза                 | Іспанія              | 1 – 0                   | Чехія                | ЧЄ 2016 - 1-й етап    | -    | кап.                            |
| 17-6-2016  | Ніцца                  | Іспанія              | 3 – 0                   | Туреччина            | ЧЄ 2016 - 1-й етап    | -    | кап. - 2'                       |
| 21-6-2016  | Бордо                  | Хорватія             | 2 – 1                   | Іспанія              | ЧЄ 2016 - 1-й етап    | -    | кап.                            |
| 27-6-2016  | Сен-Дені               | Італія               | 2 – 0                   | Іспанія              | ЧЄ 2016 - 1/8 фіналу  | -    | кап.                            |
| 1-9-2016   | Брюссель               | Бельгія              | 0 – 2                   | Іспанія              | товариський матч      | -    | кап.                            |
| 5-9-2016   | Леон                   | Іспанія              | 8 – 0                   | Ліхтенштейн          | Відбір до ЧС 2018     | -    | кап.                            |
| 6-10-2016  | Турин                  | Італія               | 1 – 1                   | Іспанія              | Відбір до ЧС 2018     | -    | кап. - 75'                      |
| 9-10-2016  | Шкодер (місто)         | Албанія              | 0 – 2                   | Іспанія              | Відбір до ЧС 2018     | -    | кап. - 80'                      |
| 24-3-2017  | Хіхон                  | Іспанія              | 4 – 1                   | Ізраїль              | Відбір до ЧС 2018     | -    | кап.                            |
| 28-3-2017  | Сен-Дені               | Франція              | 0 – 2                   | Іспанія              | товариський матч      | -    | кап.                            |
| 11-6-2017  | Скоп'є                 | Північна Македонія   | 1 – 2                   | Іспанія              | Відбір до ЧС 2018     | -    | кап.                            |
| 2-9-2017   | Мадрид                 | Іспанія              | 3 – 0                   | Італія               | Відбір до ЧС 2018     | -    | кап.                            |
| 5-9-2017   | Вадуц                  | Ліхтенштейн          | 0 – 8                   | Іспанія              | Відбір до ЧС 2018     | 1    | кап. — 46'                      |
| 6-10-2017  | Аліканте               | Іспанія              | 3 – 0                   | Албанія              | Відбір до ЧС 2018     | -    | кап.                            |
| 9-10-2017  | Єрусалим               | Ізраїль              | 0 – 1                   | Іспанія              | Відбір до ЧС 2018     | -    | кап. — 46'                      |
| 11-11-2017 | Малага                 | Іспанія              | 5 – 0                   | Коста-Рика           | товариський матч      | -    | кап. — 46'                      |
| 14-11-2017 | Санкт-Петербург        | Росія                | 3 – 3                   | Іспанія              | товариський матч      | 2    | кап.                            |
| 23-3-2018  | Дюссельдорф            | Німеччина            | 1 – 1                   | Іспанія              | товариський матч      | -    | кап.                            |
| 28-3-2018  | Мадрид                 | Іспанія              | 6 – 1                   | Аргентина            | товариський матч      | -    | кап. - 89'                      |
| Усього     |                        | Матчів (2 місце)     | 151                     |                      | Голів                 | 13   |                                 |

## Досягнення
«Реал Мадрид»

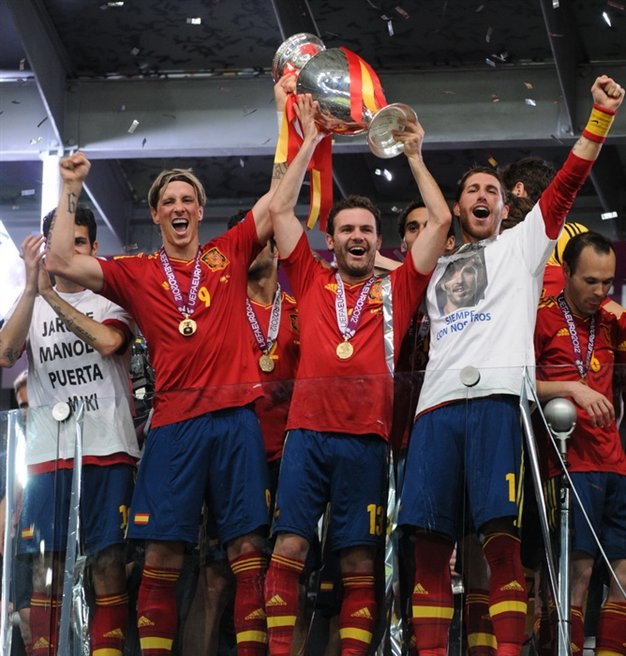
Торрес, Мата і Рамос після перемоги на Євро-2012

- Чемпіон Іспанії (5): 2006-07, 2007-08, 2011-12, 2016-17, 2019-20
- Володар кубка Іспанії (2): 2010-11, 2013-14.
- Володар Суперкубка Іспанії (4): 2008, 2012, 2017, 2019.
- Переможець Ліги Чемпіонів УЄФА (4): 2013-14, 2015-16, 2016-17, 2017-18.
- Володар Суперкубка УЄФА (3): 2014, 2016, 2017.
- Переможець Клубного чемпіонату світу (4): 2014, 2016, 2017, 2018

«Парі Сен-Жермен»
- Чемпіон Франції (2): 2021-22, 2022-23
- Володар Суперкубка Франції (1): 2022

Іспанія
- Чемпіон світу (1): 2010
- Чемпіон Європи (2): 2008, 2012

Іспанія U-19
- Чемпіон Європи U-19 (1): 2004.

Особисті
- Найкращий захисник Ліги Чемпіонів УЄФА (2): 2017, 2018
- Золотий м'яч Чемпіонату світу серед клубів (2): 2014
- Збірна Світу ФІФА (10): 2008, 2011, 2012, 2013, 2014, 2015, 2016, 2017, 2018, 2019
- Найкращий гравець фіналу Ліги Чемпіонів УЄФА (1): 2016
- Найкращий гравець Суперкубку УЄФА (1): 2016
- Ла Ліга Прорив(гравець) року: 2005.
- Ла Ліга Найкращий Захисник: 2012, 2013, 2014.
- УЄФА Команда року: 2008, 2012, 2013, 2014.
- ЄСМ Команда року: 2007–08, 2011–12, 2014–15.
- Чемпіонат Світу з футболу Команда мрії : 2010.
- Чемпіонат Європи Команда турніру: 2012.
- Ліга чемпіонів УЄФА Команда Сезону: 2013-14.

## Особисте життя
Іспанець зустрічався з «Міс Іспанія-2006» — Елізабет Рейєс, колишньою подругою Кріштіану Роналду — Нереїдою Галлардо, колишньою топ-моделлю — Кароліною Мартінес, а також з моделлю Бланкой Ромео. Найдовші стосунки у футболіста були з журналісткою Ларою Альварес, але в 2012 році пара розійшлася.
З вересня 2012 року зустрічається з журналісткою Пілар Рубіо, старшою від Серхіо на 8 років. 12 листопада 2013 в одній із соціальних мереж пара оголосила, що вони стануть батьками. 6 травня 2014 народився хлопчик, якого назвали Серхіо Рамос Рубіо молодший. Пізніше в пари народилося ще двоє синів — Марко й Алехандро. 15 червня 2019 Рамос офіційно одружився з Пілар Рубіо. Цікаво те, що на весіллі не можна було бути неповнолітнім особам, а також тим, хто прийшов на цю подію без тимчасового татуювання із зображенням єдинорога або зірки.
|  | Мій син, моя дівчина Пілар і моя сім'я — всі вони відіграли велику роль у моїх успіхах: вони допомагають мені радіти життю і на полі і за його межами. |

Рамос любить коней і володіє конефермою в рідній Андалузії. За словами Рамоса, там він любить відпочивати та перезаряджати батарейки. Один зі скакунів футболіста — Сіленсіо де Рамос — став чемпіоном Андалузії-2016. Інший — Єкутан СР4 — чемпіоном світу-2018.

## Підтримка України
23 лютого 2023 року Рамос долучився до благодійній акції польського дизайнера, спрямованої на збір коштів для українців, які найбільше постраждали від вторгнення країни-агресорки[джерело?].